# Attitude (tijdschrift)
Attitude is een tijdschrift voor homomannen dat sinds 1994 in het Verenigd Koninkrijk wordt uitgegeven, maar ook in andere Engelssprekende landen verkrijgbaar is. Als zodanig is Attitude het wereldwijd best gelezen homotijdschrift.
Op de cover van Attitude verschenen bekende sterren en artiesten als George Michael, Madonna, Lady Gaga, Kylie Minogue, Robbie Williams, Naomi Campbell en Daniel Radcliffe. Als eerste lid van het Britse koninklijk huis stond in 2016 prins William op de voorkant van het blad.

## Andere edities
Er zijn aparte edities van Attitude voor Thailand, Nederland en Vlaanderen. De Nederlandse editie was een uitgave van de stichting OUT Media (onderdeel van Media MANsion) en verscheen voor het eerst in februari 2017, als opvolger van het gratis homomagazine Gay & Night. Wegens tegenvallende advertentie-inkomstenen werd de Nederlandse editie in december 2018 stopgezet. In juli 2019 verscheen nog wel een losse editie ter gelegenheid van Pride Amsterdam.
In samenwerking met ZiZo-magazine verzorgde OUT Media ook een Nederlandstalige editie voor Vlaanderen, maar ook deze werd in december 2018 beëindigd.